# DinoSol
Dinosol Supermercados S.L. er en spansk supermarkedskæde, der har ca. 200 butikker på De Kanariske Øer. Virksomheden har siden 2012 været ejet af AJA investments. De har fem forskellige brands.
I 1978 etablerede de to brødre Domínguez brandet HiperDino.